# Манс Чојс (Пенсилванија)
Манс Чојс (енгл. Manns Choice) град је у америчкој савезној држави Пенсилванија.

## Демографија
По попису из 2010. године број становника је 300, што је 9 (3,1%) становника више него 2000. године.
| Група             | 2000.       | 2010.       |
| Белци             | 290 (99,7%) | 295 (98,3%) |
| Афроамериканци    | 0 (0,0%)    | 0 (0,0%)    |
| Азијати           | 0 (0,0%)    | 0 (0,0%)    |
| Хиспаноамериканци | 0 (0,0%)    | 4 (1,3%)    |
| Укупно            | 291         | 300         |